# Bursztyny
Bursztyny − zbiór opowiadań napisanych przez Zofię Kossak, przedstawiających historię polskich ziem od czasów przed panowaniem Mieszka I aż po XIX wiek.
Książka zawiera 32 opowiadania, z których każde opisuje inny fragment historii Polski. Poruszane są tam różne wątki historyczne: wpływające na losy późniejszego państwa lub niemające zbytniego wpływu, ale opisujące życie, zwyczaje i obrzędy ówczesnych Polaków. Kilka rozdziałów książki jest poświęconych znanym polskim osobistościom jak, na przykład Mikołaj Rej, Jan Kochanowski, Adam Mickiewicz czy Fryderyk Chopin. Język opowiadań stylizowany jest na język opisywanej epoki, więc na początku książki można spotkać się z archaizmami. Występuje narracja trzecioosobowa. Opisywane wydarzenia są w książce ułożone chronologicznie.
Opowiadania:
| 1. Opowieść o bursztynie 2. U świtu dziejów 3. Przysięga 4. Purpurowy szlak 5. Ojcowie cystersi w Mogile 6. Idą 7. Uczta Wierzynka 8. Hołd pruski 9. Strażnicy morza 10. Sąsiedzki dar 11. Pod lipą 12. Prawo książęce 13. Proroczyna Boży 14. W pracowni Rembrandta 15. Wesele w Jaworowie 16. Zemsta błazna | 1. Jak pan Kulesza kościół odbudował 2. Sas i Las 3. Przy święconym 4. Do światła 5. Na łowach 6. Imieniny w Luneville 7. Nad kanałem 8. Obiad czwartkowy 9. Ocknienie 10. Spotkanie 11. Na szczycie Mont Blanc 12. Nieporozumienie 13. Przerwane posiedzenie 14. Na paryskim bruku 15. Doktor Marcinek 16. Koncert Szopena |